# Blue Marlin (nave)
La Blue Marlin è una nave semisommergibile da sollevamento pesante progettata per il trasporto di impianti di perforazione di grandi dimensioni. È dotata di 38 cabine per ospitare 60 persone di equipaggio, che hanno a loro disposizione una sala di allenamento, una sauna e una piscina.
La Blue Marlin e la sua gemella Black Marlin fanno parte della classe Marlin. Esse erano di proprietà della Offshore Heavy Transport con sede a Oslo in Norvegia, dalla loro costruzione (aprile 2000 e novembre 1999) al 6 luglio 2001, quando sono state acquistate dalla Dockwise, con sede nei Paesi Bassi.